# Patricia Morison
Patricia Morison (New York, Manhattan, 1915. március 19. – West Hollywood, Kalifornia, 2018. május 20.) amerikai színésznő.

## Filmjei

### Mozifilmek
- Wreckless (1935, rövidfilm)
- Persons in Hiding (1939)
- I'm from Missouri (1939)
- The Magnificent Fraud (1939)
- Untamed (1940)
- Rangers of Fortune (1940)
- Romance of the Rio Grande (1941)
- The Roundup (1941)
- One Night in Lisbon (1941)
- Are Husbands Necessary? (1942)
- Beyond the Blue Horizon (1942)
- Night in New Orleans (1942)
- Silver Skates (1943)
- Hitler's Madman (1943)
- Tuskólábú (The Fallen Sparrow) (1943)
- Where Are Your Children? (1943)
- Calling Dr. Death (1943)
- Bernadette (1943)
- Szerelem nélkül (Without Love) (1945)
- Lady on a Train (1945)
- Sherlock Holmes: Gyilkos elegancia (Dressed to Kill) (1946)
- Danger Woman (1946)
- Queen of the Amazons (1947)
- Tarzan és a vadásznő (Tarzan and the Huntress) (1947)
- A cingár férfi dala (Song of the Thin Man) (1947)
- The Prince of Thieves (1948)
- The Walls of Jericho (1948)
- The Return of Wildfire (1948)
- Sofia (1948)
- Song Without End (1960)
- Racing Fever (1964)
- Won Ton Ton, Hollywood megmentője (Won Ton Ton: The Dog Who Saved Hollywood) (1976)
- A hosszú nap véget ér (The Long Day Closes) (1992)

### Tv-filmek
- General Foods 25th Anniversary Show: A Salute to Rodgers and Hammerstein (1954)
- Kiss Me, Kate (1958)
- Kiss Me Kate (1964)
- Mirrors (1985)

### Tv-sorozatok
- Robert Montgomery Presents (1950)
- Musical Comedy Time (1950)
- Nash Airflyte Theatre (1950)
- Pulitzer Prize Playhouse (1951)
- Celanese Theatre (1952)
- The Cases of Eddie Drake (1952)
- Four Star Playhouse (1953)
- Lux Video Theatre (1953–1957)
- Screen Directors Playhouse (1956)
- Schlitz Playhouse of Stars (1956)
- Tales of the 77th Bengal Lancers (1957)
- Have Gun - Will Travel (1958)
- The United States Steel Hour (1963)
- Directions (1964)
- Cheers (1989)
- Gabriel's Fire (1991)